# 7liwa
7liwa (en arabe : حليوة), de son vrai nom Ihab Ikbal (en arabe : إيهاب إقبال), né le 19 janvier 1996 à Casablanca, est un rappeur marocain. Il est connu dès 2016.Il est connu pour ses chansons à succès, aussi bien au Maroc qu’à l’international. Il a notamment collaboré avec des artistes de renom comme Soolking, Balti, Mister You, Yohani et Lartiste.

## Biographie
7liwa est né en 1996 à Casablanca, il commence sa carrière musicale en 2012. 
En 2013, il diffuse un premier morceau Dahk T9ada, puis un deuxième intitulé Batal L3alam, un morceau qui dure une dizaine de minutes sans comporter de refrains. 
En 2014, il collabore avec Soolking pour un son nommé Bilal,,.
Il est connu dès 2016 grâce au clip de la chanson NIK DT, suivi de chansons telles que Adidas et Haribo. En 2017, il diffuse 3 clips en 3 mois dont Mimi : ce clip obtient plus de 9 millions de vues sur Youtube. Toujours en 2017, le site Pan African Music le classe parmi les 5 rappeurs marocains les plus notables.
Il devient une figure des réseaux sociaux. Selon Jeune Afrique, 1,3 million de personnes  le suivent sur Instagram. Il s'y exprime en arabe dialectal, ou darija, transcrit en alphabet latin, il lui arrive aussi de communiquer en français ou en anglais. « C’est très important, déclare-t-il, de créer dans sa culture, en darija, pour que l’accès à la création se fasse en premier lieu pour les gens du même pays que toi ».
Il défraie la chronique par des conflits. Il « clashe » ses rivaux - le clash faisant partie d'un rituel bien établi dans ce genre musical selon Afrik.com - et à la suite d'arrestations par la police pour possession de psychotropes ou pour participation à une manifestation anti-vaccin.
Le 21 septembre 2018, la vidéo d'une interview mise en ligne sur la chaîne Kifache Tv totalise près d’un million de vues sur YouTube en 3 jours. 
En 2019, en présence de dizaines de prisonniers, 7ilwa donne un concert à la prison d'Oukacha, le plus grand établissement pénitentiaire de Casablanca,.

## Style
7liwa Ihab a un style de chant rapide. Il s'est fait également remarquer par ses réparties cinglantes d'une part, et d'autre part, par ses clips violents et ses propos obscènes, qui lui ont valu une avalanche de critiques et d'attaques de certains rappeurs marocains. 

## Discographie
- 2019: Chouk, label Sony Music Middle East.
- 2019: Tayer
- 2019: Ohlala
- 2019: Adidas
- 2020: Liyam
- 2021: Ça tourne dans ma tête
- 2021: Chems Lmaarif
- 2021: Torres
- 2021: Batal L3alam
- 2024: Champion (Album)